# Karen Handel
Karen Christine Handel, född Walker 18 april 1962 i Washington, D.C., är en amerikansk republikansk politiker. Hon var ledamot av USA:s representanthus 2017–2019. Hon var Georgias statssekreterare 2007–2010.
I juni 2017 besegrade Handel demokraten Jon Ossoff i fyllnadsvalet till USA:s representanthus efter Tom Price som hade utsetts till hälsominister. I det ordinarie valet 2018 förlorade hon sin plats till demokraten Lucy McBath.
Under 2014 beskrev Handel sig själv som en "orubblig konservativ kämpe" snarare än en "gå med för att komma överens"-republikan. Under 2014 beskrev Politico henne som en "konservativ i Sarah Palins anda".